# 全日本学生剣道連盟
全日本学生剣道連盟（ぜんにほんがくせいけんどうれんめい、以下全学連と略称する）は、日本国内の大学剣道部を統括する競技組織である。本部を日本武道館学生武道クラブ内に置いている。全学連は関東学生剣道連盟、関西学生剣道連盟、東海学生剣道連盟、九州学生剣道連盟、中四国学生剣道連盟、東北学生剣道連盟、北信越学生剣道連盟、北海道学生剣道連盟の８地域連盟から構成されている。

## 概要
全学連は1952年設立の関東学生剣道連盟が前身であり、翌53年には全学連が結成され、同年12月に第1回全日本学生剣道優勝大会を国民体育館で開催された。翌年からは東西対抗試合が開催されている。のちに個人戦は全日本学生剣道選手権大会として独立。
女子は1967年に日本武道館で開催された第1回全日本女子学生剣道選手権大会が開催。2016年大会で50回の歴史を持つ。

## 主催大会
- 全日本学生剣道選手権大会（兼全日本学生剣道東西対抗試合）毎年7月に大阪（関西学連）と日本武道館（関東学連）の持ち回り開催。
- 全日本女子学生剣道選手権大会（兼全日本女子学生剣道東西対抗試合）は全日本学生剣道選手権大会と同時開催。
- 全日本学生剣道優勝大会（男子の団体戦）毎年10月に開催され、大阪（関西学連）と日本武道館（関東学連）の隔年ごとの持ち回り開催。
- 全日本女子学生剣道優勝大会（女子の団体戦）毎年11月に開催され、春日井市（東海学連）で開催。
- 全日本学生剣道オープン大会（全学連登録部員男女のオープン参加個人戦）毎年12月に開催され、４地域連盟（北信越学連、東北学連、北海道学連、中四学連）で持ち回り開催。